# 茂出木心護
茂出木 心護（もでぎ しんご、1911年（明治44年）3月28日 - 1978年（昭和53年）6月1日）は、日本の料理人。東京都芝区三田（現:港区三田）出身。本名は、茂出木 眞太郎。
現在も続く東京・日本橋にある西洋料理の老舗・たいめいけんの創業者として知られる。

## 来歴

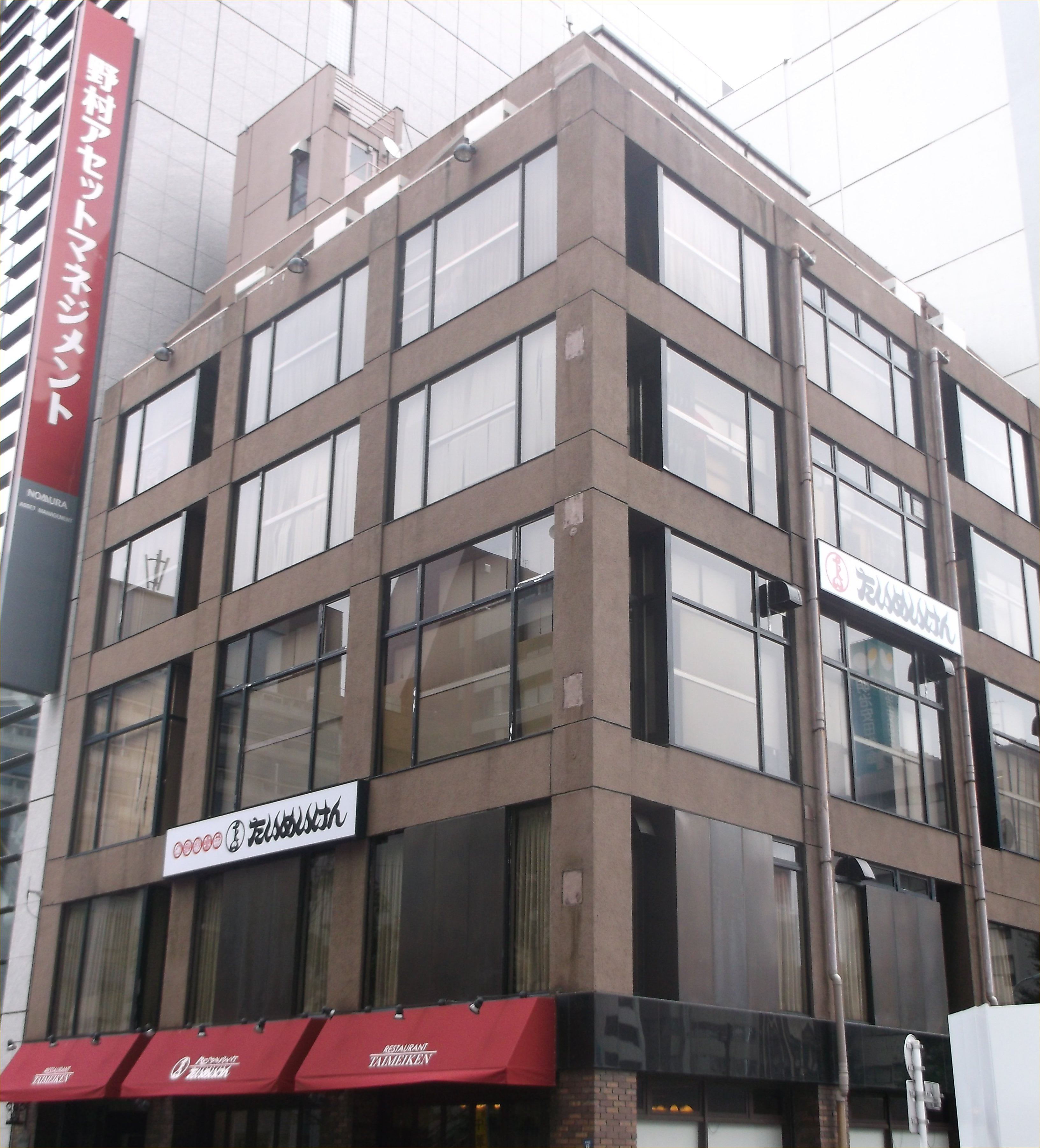
たいめいけん(東京・日本橋)

1911年に東京に生まれる。家業が傾いたため1927年に明治学院中学部（現・明治学院高等学校）を中退後、東京・京橋にあった『「西支御料理処」泰明軒』にて修業し、西洋料理や中華料理の手ほどきを受けた。
1931年、「泰明軒」の屋号をもらい、東京都中央区新川に店舗を出し独立。
1948年、東京・日本橋に移転した。店名も「たいめいけん」に改めた。
1960年、現在も続くお料理無料相談電話「お料理110番」を開始した。
小皿料理など独自の料理を提供し続け評判を呼び、たいめいけんは都内を代表する洋食屋になった。
1969年、自身の趣味が高じて「日本の凧の会」を設立。現在は会員数1300人を超える大きな団体になった。
1978年、聖路加国際病院にて大腸がんで死去。67歳。

## エピソード
- 著名人との交流も多く、落語家の林家彦六や、作家の池波正太郎、映画監督の伊丹十三（後にたいめいけんの名物になったタンポポオムライスの元を考案した）、料理評論家の山本益博などとも交流があった。特に画家の向井潤吉とは交流が深く、茂出木心護の葬儀の時は、葬儀委員長を務めた[6]。
- 林家彦六の企画でたいめいけんの中を借りて、定期的に落語会も開いていた[7]。
- 茂出木の凧好きは知られており、たいめいけんの建物の中に趣味で集めた凧を展示する「凧の博物館」という博物館も作ったほどである。
- 江戸っ子を自認しており、ことのほか神社の祭りが楽しみであった[8]。
- 長男の茂出木雅章は料理人で現在のたいめいけんの代表、孫の茂出木浩司も料理人で「たいめいけんの三代目」としてメディアへの出演も多い。
- エッセイストとしての顔も持ち料理に関するエッセイや調理法を記載した本などが何点かある。

## 著書
- 『お料理110番』主婦と生活社〈ファミリーブックス〉、1963年。全国書誌番号:63009936。
- 『洋食のこつ』文化出版局、1970年。 NCID BN12105001。全国書誌番号:75086481。
- 『洋食や』中央公論社、1973年2月。 NCID BN12619428。全国書誌番号:71001327。
  - 『洋食や』中央公論社〈中公文庫〉、1980年6月。 NCID BN08879356。全国書誌番号:80028797。
  - 『洋食や』（改版）中央公論社〈中公文庫〉、2002年12月。ISBN 9784122041417。 NCID BA60281896。全国書誌番号:20369796。
  - 『洋食や』中央公論社〈中公文庫ワイド版〉、2003年10月。ISBN 9784125513409。 NCID BA77815576。全国書誌番号:20664250。
- 『たいめいけんよもやま噺』文化出版局、1977年8月。 NCID BA40632670。全国書誌番号:77024642。
  - 『たいめいけんよもやま噺』旺文社〈旺文社文庫〉、1986年6月。ISBN 9784010643433。全国書誌番号:86047989。
  - 『洋食や たいめいけんよもやま噺』（改題改訂版）KADOKAWA〈角川ソフィア文庫〉、2014年2月。ISBN 9784044094577。 NCID BB15243222。全国書誌番号:22378771。
- 『うるさい男も黙る洋食の本 プロ50年味のきめ手』主婦の友社、1978年4月。 NCID BA35827670。全国書誌番号:78012302。
  - 『うるさい男も黙る洋食の本 プロ50年味のきめ手』旺文社〈旺文社文庫〉、1985年9月。ISBN 9784010642580。 NCID BA35827670。全国書誌番号:86007074。